# Bóng vồ

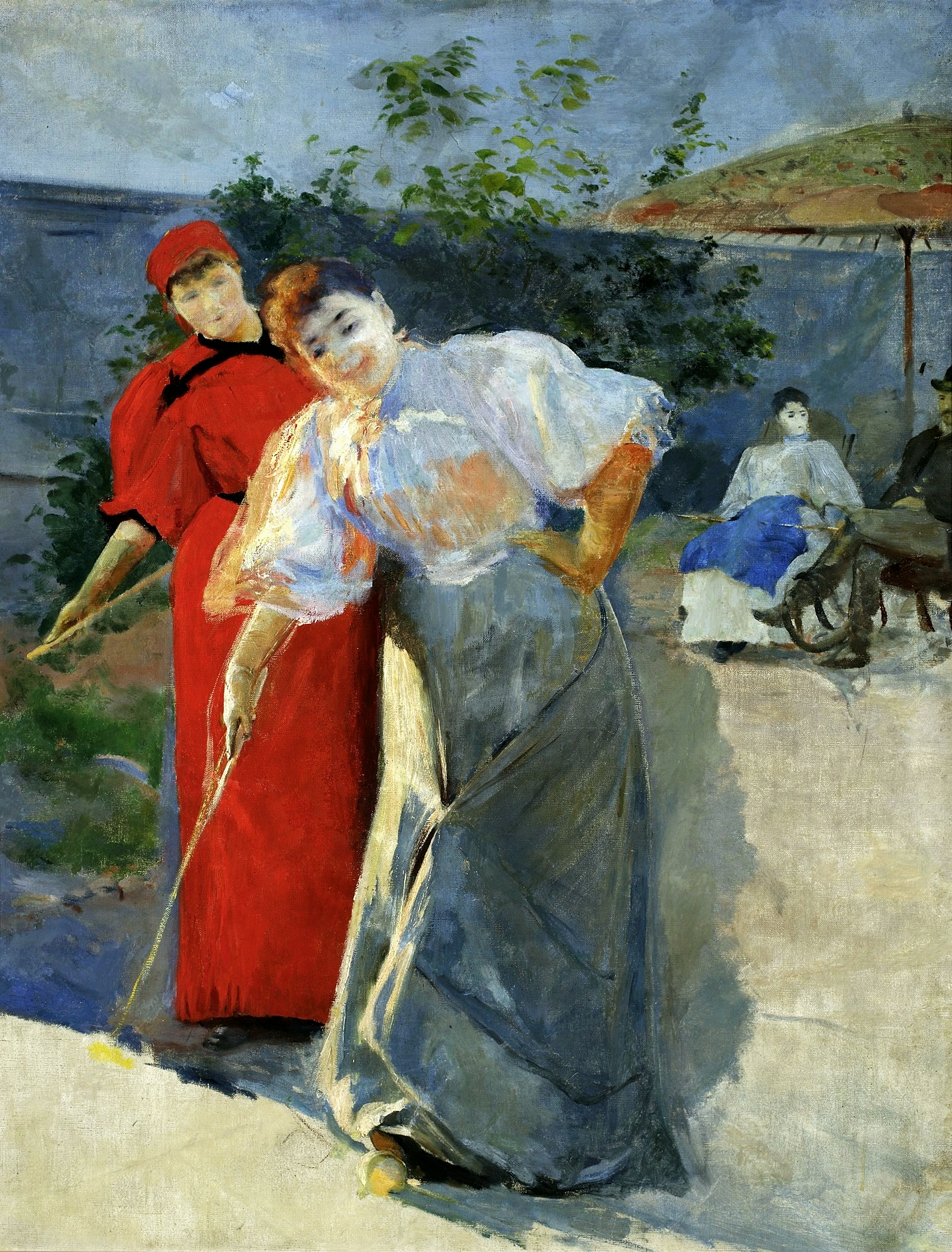
Leon Wyczółkowski, Trò chơi Croquet (1892–1895), Bảo tàng Quốc gia, Warsaw

Croquet (Anh: /ˈkroʊkeɪ, -ki/ hoặc US: /kroʊˈkeɪ/) là một môn thể thao liên quan đến việc đánh bóng bằng gỗ  hoặc nhựa bằng vồ qua các vòng (thường được gọi là "wickets" ở Hoa Kỳ) được nhúng trong sân cỏ.

## Các biến thể
Trong tất cả các hình thức của môn cầu, cả cá nhân lẫn đội chơi đều luân phiên đánh bóng, ghi điểm bằng cách đưa chúng qua một cổ hố. Trò chơi kết thúc khi một người chơi hoặc đội chơi đạt được một số điểm được quy định trước. Có nhiều biến thể khác nhau khác nhau với nhau về cách và khi nào một cú đánh có thể được thực hiện hợp lệ, khi nào điểm được ghi, bố trí của sân, và điểm mục tiêu. Thông thường, trong các trò chơi xã hội, có thêm những biến thể không chuẩn để thích ứng với điều kiện chơi. Trong tất cả các phiên bản, người chơi ở mọi lứa tuổi và giới tính đều cạnh tranh trên cơ sở bình đẳng và được xếp hạng cùng nhau.
Hai phiên bản của trò chơi được trực tiếp quản lý bởi Liên đoàn Cầu thế giới, tổ chức các Giải đấu Thế giới cho cả cá nhân và đội chơi. Các biến thể khu vực khác phát triển song song vẫn phổ biến ở một số khu vực trên thế giới.